# FIBA Europe
FIBA Europe este o asociație regională din cadrul International Basketball Federation (FIBA), care include toate cele 51 de asociații naționale de baschet europene.

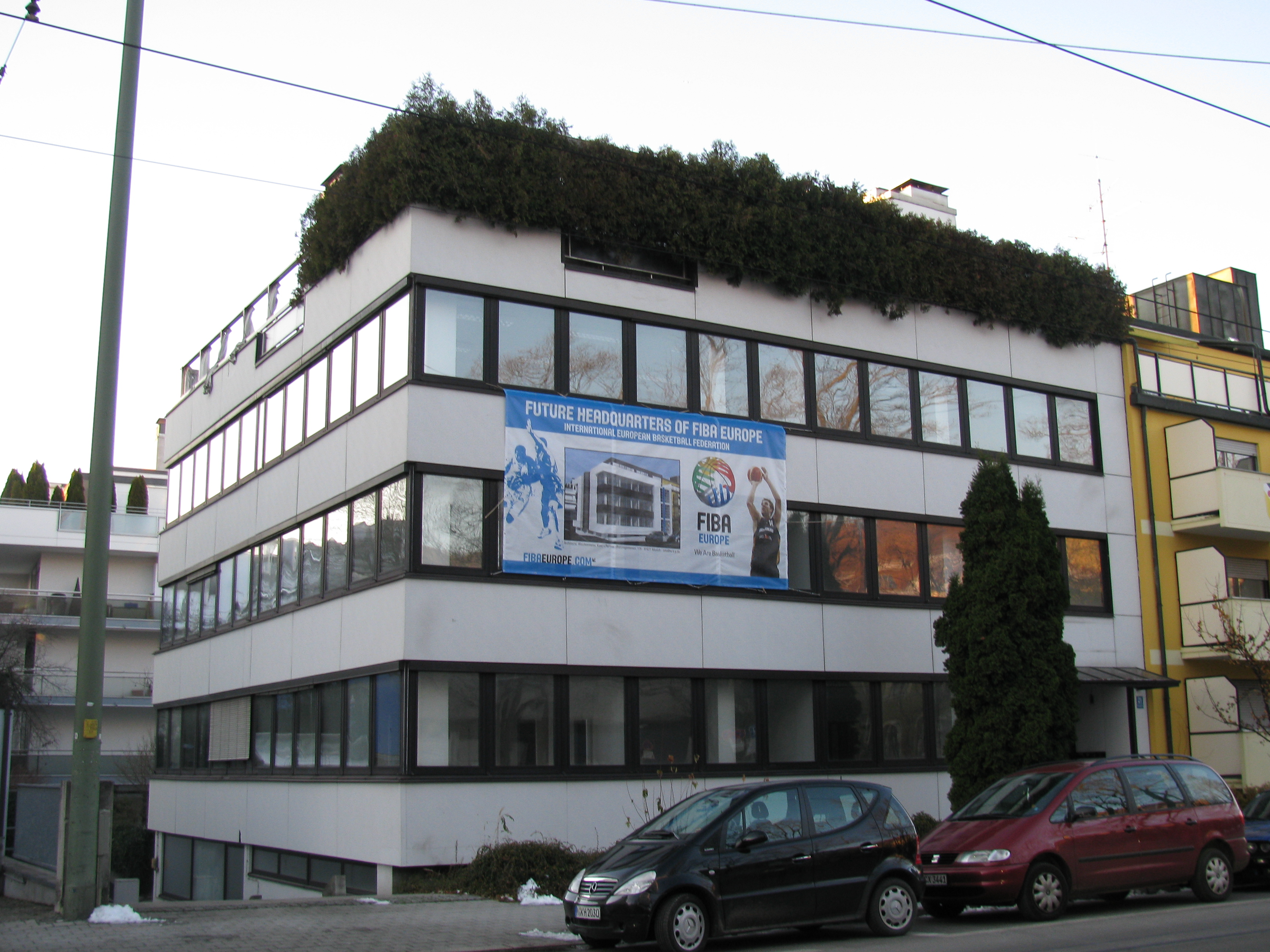
Sediul FIBA Europe, în München, Bavaria, Germania

## Competiții

### Echipe naționale
- FIBA EuroBasket, campionat continental jucat bienal
  - Masculin
  - Feminin
- FIBA European Championship for Small Countries (masculin și feminin)
- FIBA Europe Under-20 Championship
- FIBA Europe Under-18 Championship
- FIBA Europe Under-16 Championship
- FIBA Europe Under-20 Championship for Women
- FIBA Europe Under-18 Championship for Women
- FIBA Europe Under-16 Championship for Women

#### Campioni actuali
| Masculin | Feminin | U-20 Masculin | U-20 Feminin | U-18 Masculin | U-18 Feminin | U-16 Masculin | U-16 Feminin |
| -------- | ------- | ------------- | ------------ | ------------- | ------------ | ------------- | ------------ |
| Franța   | Spania  | Italia        | Spania       | Turcia        | Spania       | Spania        | Spania       |

### Cluburi
- Euroleague
  - Masculin
  - Feminin
- Eurocup
  - Masculin
  - Feminin
- EuroChallenge
  - Masculin
- SuperCup
  - Feminin .

#### Campioni actuali
| Euroleague | Eurocup Basketball | EuroChallenge | Euroleague Women | Eurocup Women  | Supercup Women    |
| ---------- | ------------------ | ------------- | ---------------- | -------------- | ----------------- |
| Olympiacos | Lokomotiv Kuban    | Reggiana      | Galatasaray      | Dinamo Moscova | UMMC Ekaterinburg |

#### Competiții de club desființate
- EuroCup Challenge
- Korać Cup
- Ronchetti Cup
- Saporta Cup
- SuproLeague

## Echipe naționale

### Echipe de elită participante în FIBA EuroBasket
| Albania · Austria · Azerbaidjan · Belarus · Belgia · Bosnia și Herțegovina · Bulgaria · Croația · Cipru · Cehia · Danemarca · Estonia · Finlanda · Franța · Georgia · Germania · Marea Britanie ( Anglia1) · Grecia · Ungaria · Islanda · Israel · | Italia · Letonia · Lituania · Luxemburg · Macedonia de Nord · Muntenegru · Țările de Jos · Polonia · Portugalia · România · Rusia · Serbia · Slovak Republic · Slovenia · Spania · Suedia · Elveția · Turcia · Ucraina · |

### Echipe participante în FIBA European Championship for Small Countries
| Andorra · Gibraltar · Malta · Republica Moldova · | San Marino · Scoția1 · Țara Galilor1 · |

### Echipe ce nu participă în turneele FIBA Europe
| Armenia · Irlanda · | Monaco · Norvegia · |

## Topul FIBA Europe
| Poziție | Echipa            | Puncte |
| ------- | ----------------- | ------ |
| 2       | Spania            | 885    |
| 4       | Lituania          | 432    |
| 5       | Grecia            | 376    |
| 6       | Rusia             | 353    |
| 7       | Turcia            | 294    |
| 8       | FranțaC           | 280    |
| 11      | Serbia            | 194    |
| 13      | Slovenia          | 158    |
| 14      | Germania          | 144    |
| 16      | Croația           | 137    |
| 21      | Italia            | 73     |
| 23      | Marea Britanie    | 68     |
| 33      | Macedonia de Nord | 26     |
| 37      | Israel            | 21     |
| 37      | Letonia           | 21     |